# Jueconodon cheni
Jueconodon cheni — викопний вид примітивних ссавців вимерлого ряду Eutriconodonta, що існував у ранній крейді (120 млн років тому) на території сучасної Східної Азії.. Викопні рештки ссавця знайдені у відкладеннях формації Ісянь в повіті Бейпяо провінції Ляонін на північному сході Китаю. Описаний з майже цілісного скелета з черепом.